# Viticoltura in Croazia
La viticoltura in Croazia ha una lunga tradizione che risale a oltre 2.500 anni fa. La Croazia è un paese con una grande varietà di terreni e microclimi che favoriscono la produzione di vini di alta qualità, sia bianchi che rossi. Oltre alla tradizione storica, la Croazia vanta numerosi vitigni autoctoni e una crescente reputazione nel mercato internazionale del vino.

## Storia

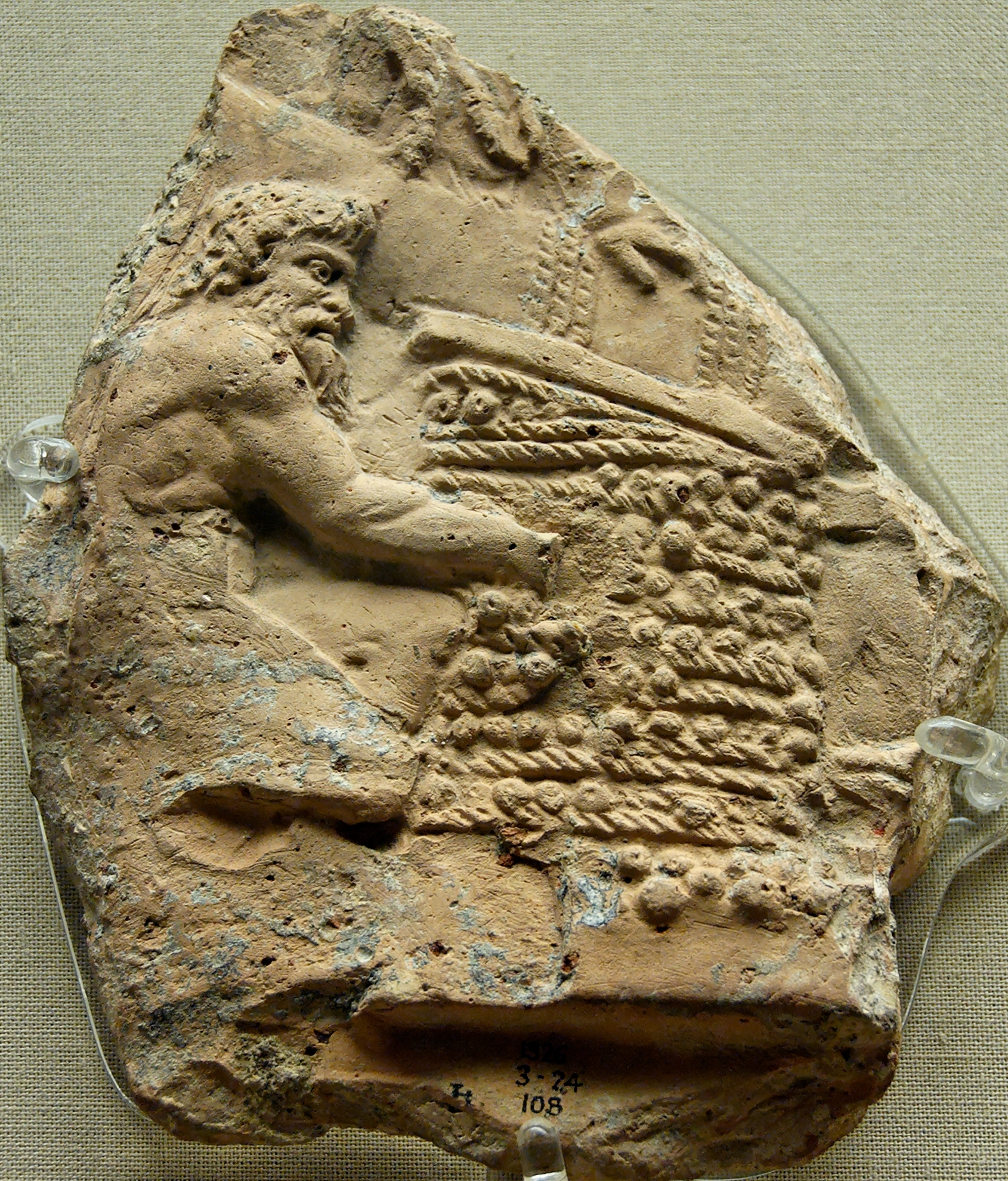
Torchio per il vino nell'arte romana del I secolo d.C.

La viticoltura croata ha origini antiche, con la coltivazione della vite introdotta dai Greci nelle isole dalmate di Lissa, Lesina e Curzola già nel V secolo a.C. Con la diffusione del cristianesimo i monaci benedettini e francescani giocarono un ruolo fondamentale nel preservare e migliorare le tecniche di vinificazione. Durante il periodo asburgico e poi sotto il dominio jugoslavo la viticoltura croata continuò a svilupparsi, ma fu solo negli ultimi decenni che la Croazia ha visto un significativo rinvigorimento della sua industria vinicola con un forte interesse per i vitigni autoctoni e le tecniche di vinificazione moderne.

## Clima
Il clima della Croazia è molto variegato e contribuisce alla diversità dei suoi vini. La Croazia continentale è caratterizzata da un clima continentale, con inverni rigidi ed estati calde, ideale per la produzione di vini bianchi freschi e aromatici. La Croazia costiera, invece, beneficia di un clima mediterraneo che crea condizioni ottimali per la coltivazione di vitigni rossi robusti. Le zone vinicole costiere, come la Dalmazia, hanno estati calde e inverni miti, mentre l'Istria gode di un clima più temperato

## Regioni vitivinicole
La Croazia è divisa in tre principali regioni vitivinicole:
- Croazia Continentale Orientale: include la Slavonia e la regione del Danubio. Questa area è famosa per la produzione di Graševina, il vitigno bianco più diffuso del paese. Il clima continentale favorisce vini freschi e leggeri, che sono particolarmente apprezzati nelle zone nordiche della Croazia[1].
- Croazia Continentale Occidentale: comprende le colline dell'interno dove il clima è più fresco e le viti crescono su terreni collinari. Le uve bianche aromatiche, caratterizzate da una spiccata acidità, sono predominanti in questa zona[3].
- Croazia Costiera: si estende lungo la costa adriatica, dalle regioni settentrionali dell'Istria fino alla Dalmazia meridionale. Questa area è rinomata per i suoi vini rossi corposi come il Plavac Mali e per i bianchi aromatici come la Malvazija Istarska. La diversità dei microclimi lungo la costa consente la coltivazione di numerosi vitigni autoctoni[2]

## Vitigni

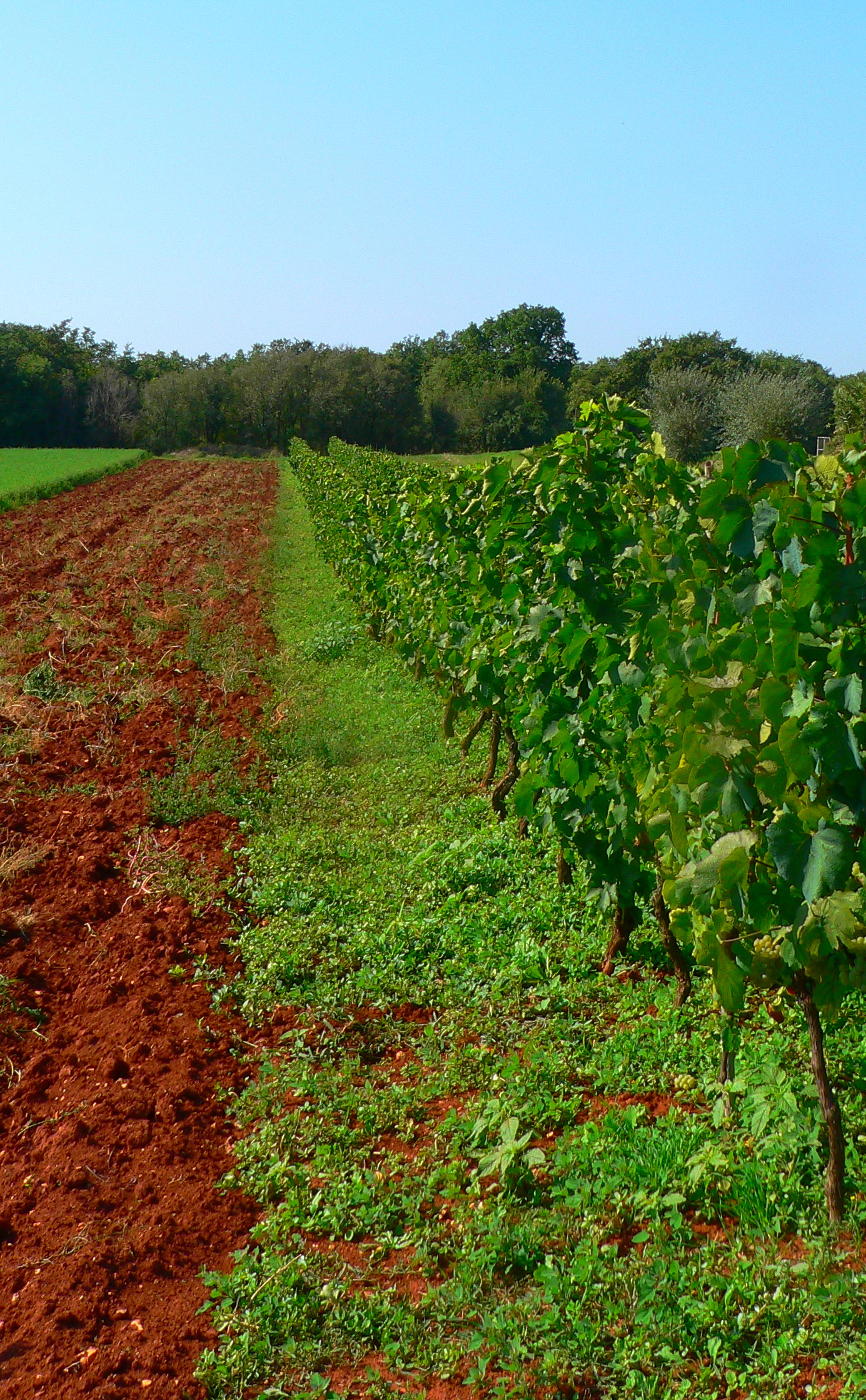
Vigneto di Malvasia eretto su terra rossa in Istria

La Croazia è famosa per la sua grande varietà di vitigni autoctoni. Tra i più noti ci sono:
- Plavac Mali, vitigno rosso predominante in Dalmazia, noto per i suoi vini robusti ricchi di tannini e con una buona capacità di invecchiamento. È un discendente del Crljenak Kaštelanski, conosciuto a livello internazionale come Zinfandel[3].
- Graševina, conosciuto anche come Riesling Italico, è il vitigno bianco più diffuso e rappresenta una parte fondamentale della viticoltura in Slavonia e in altre regioni della Croazia centrale[1].
- Malvasia istriana, vitigno bianco tipico dell'Istria noto per i suoi vini freschi, fruttati e floreali[2].
- Terrano, altro vitigno autoctono della Istria particolarmente apprezzato per la sua acidità e la sua complessità aromatica[3].
- Postup, vitigno rosso coltivato in Dalmazia noto per la sua intensità e il suo colore profondo[1]

## Vini
I vini croati sono apprezzati per la loro qualità e diversità. Le principali tipologie di vino includono:
- Vini bianchi, di cui la Croazia ne produce alcuni dei migliori d'Europa grazie ai suoi vitigni autoctoni[3].
- Vini rossi, con la Dalmazia e il suo Plavac Mali, che produce vini potenti e tannici. Altri vitigni rossi importanti sono il Terrano e il Babić, entrambi originari della zona costiera[2].
- Vini dolci, con il vino dolce tradizionale Prošek che viene ottenuto da uve appassite ed è consumato principalmente come vino da dessert[1].

## Normative
La Croazia è membro dell'Unione Europea dal 2013 e questo ha influito positivamente sulle normative relative alla produzione di vino. Le normative europee regolano la viticoltura, la vinificazione e l'etichettatura garantendo che i vini croati rispettino gli standard di qualità internazionali. Inoltre, la Croazia ha sviluppato diverse denominazioni di origine controllata (DOC) che proteggono e promuovono le tradizioni vinicole locali.
In particolare, la Denominazione di Origine Protetta (DOP) è utilizzata per garantire che i vini provenienti da specifiche regioni, come la Dalmazia e l'Istria, rispettino le caratteristiche uniche del loro terroir. La Croazia ha anche una crescente attenzione verso i metodi di produzione biologica e sostenibile, in linea con le tendenze moderne della viticoltura.